# Fay (Sarthe)
Fay – miejscowość i gmina we Francji, w regionie Kraj Loary, w departamencie Sarthe. Nazwa miejscowości oznacza buk (fagus).
Według danych na rok 1990 gminę zamieszkiwały 444 osoby, a gęstość zaludnienia wynosiła 47 osób/km² (wśród 1504 gmin Kraju Loary Fay plasuje się na 874. miejscu pod względem liczby ludności, natomiast pod względem powierzchni na miejscu 1028.).